# United Eagle Airlines
United Eagle Airlines is een Chinese luchtvaartmaatschappij met haar thuisbasis in Chengdu.

## Geschiedenis
United Eagle Airlines is opgericht in 2004 door een ex-manager van Northwest Airlines met financiële hulp van een softwarehuis uit Guangdong en de OCBC bank. De eerste vlucht was op 27 juli 2005.
In 2009 veranderde de firma van eigenaar, en vanaf 23 januari 2010 opereert ze onder de naam Chengdu Airlines.

## Bestemmingen
United Eagle Airlines voert lijnvluchten uit naar: (juli 2007)
Binnenland:
- Changsha, Chengdu, Hangzhou, Hohhot, Liuzhou, Nanjing, Shenzhen, Shijiazhuang, Ürümqi.

## Vloot
De vloot van United Eagle Airlines bestaat uit:(juli 2007)
- 3 Airbus AB319-100
- 1 Airbus AB320-200